# Nadia Quagliotto
Nadia Quagliotto (Montebelluna, 22 maart 1997) is een wielrenster uit Italië.

## Carrière
In 2015 werd zij Europees kampioen op de weg bij de junioren. In de Giro Rosa 2018 werd ze tweede in het jongerenklassement, op ruim vier minuten achter Sofia Bertizzolo.
In 2019 pakte ze het bergklassement van de Tour Down Under in Australië en werd ze tweede in de vierde etappe van de Giro Donne, vanuit een kopgroep met Chiara Perini en Letizia Borghesi, die de etappe wist te winnen.

## Palmares
2015
 Europees kampioene op de weg, junioren
2019
Bergklassement Tour Down Under
2e in 4e etappe Giro Donne

### Resultaten in voornaamste wedstrijden
| Jaar | Ronde van Italië | Ronde van Frankrijk | Ronde van Spanje |
| ---- | ---------------- | ------------------- | ---------------- |
| 2016 | 77e              |                     |                  |
| 2017 | 41e              |                     |                  |
| 2018 | 28e              |                     |                  |
| 2019 | 51e              |                     |                  |
| 2020 | 72e              |                     |                  |
| 2021 | 30e              |                     |                  |
| 2022 | 56e              |                     |                  |
| 2023 |                  |                     | 30e              |
| 2024 | 67e              |                     | 50e              |
| 2025 |                  | 93e                 |                  |

| Jaar | Milaan-San Remo | Gent-Wevelgem | Ronde van Vlaanderen | Amstel Gold Race | Luik-Bast.‑Luik | Strade Bianche | Trofeo Alfredo Binda | Waalse Pijl |
| ---- | --------------- | ------------- | -------------------- | ---------------- | --------------- | -------------- | -------------------- | ----------- |
| 2016 |                 |               | opgave               |                  |                 | opgave         |                      |             |
| 2017 |                 |               |                      |                  |                 | opgave         | opgave               |             |
| 2018 |                 |               |                      |                  |                 | opgave         | opgave               |             |
| 2019 |                 | 80e           | opgave               | opgave           | 63e             | opgave         |                      | 63e         |
| 2020 |                 |               |                      |                  |                 |                |                      |             |
| 2021 |                 |               |                      |                  | opgave          |                | opgave               | 77e         |
| 2022 |                 |               |                      |                  |                 | 67e            | opgave               |             |
| 2023 |                 |               |                      |                  |                 | buit.tijd      | 44e                  |             |
| 2024 |                 |               |                      |                  | opgave          | opgave         | 35e                  | 62e         |
| 2025 | 64e             | 80e           | opgave               | 86e              |                 |                | 14e                  |             |

## Ploegen
- 2016 -  Top Girls Fassa Bortolo
- 2017 -  Top Girls Fassa Bortolo
- 2018 -  Top Girls Fassa Bortolo
- 2019 -  Alé Cipollini
- 2020 -  Casa Dorada Women Cycling
- 2021 -  BePink
- 2022 -  BePink
- 2023 -  Laboral Kutxa-Fundación Euskadi
- 2024 -  Laboral Kutxa-Fundación Euskadi
- 2025 –  Cofidis

Bariani · Erić · Hosking · Kasper · Quagliotto · Paladin · Peñuela · Raimondi · Swinkels · Trevisi · Van 't Geloof · Yonamine